# Décennie 1290 en arts plastiques
Chronologie des arts plastiques
Années 1280 - Années 1290 - Années 1300
Cette page concerne les années 1290 en arts plastiques.

## Réalisations
- 1291 : l'artiste arménien Poghos sculpte le khatchkar du monastère de Gochavank[1].
- Vers 1291 : Pietro Cavallini réalise les mosaïques de l'Histoire de la Vierge pour la basilique Sainte-Marie-du-Trastevere à Rome[2].
- 1291-1295 : Jacopo Torriti réalise des mosaïques pour la basilique Saint-Jean-de-Latran à Rome (Christ pantocrator, avec Jacopo da Camerino, 1291) et pour l'abside de la basilique Sainte-Marie-Majeure (Couronnement de la Vierge, 1295)[3],[2].
- Vers 1292 ou 1296 : réalisation du cycle des Histoires de Saint François, attribuées à Giotto (basilique supérieure d’Assise)[4]. Il organise un atelier composé de nombreux assistants.

- 1291 : le maître Bartomeu réalise le tombeau de Pierre III d'Aragon à l'abbaye de Santes Creus[5].
- Vers 1291-1295 : fresque de la Volta dei Dottori della Chiesa attribuée au Maestro d'Isacco (probablement le jeune Giotto), datable de 1291-1295, située dans l'église  supérieure de la basilique Saint-François d'Assise.

- Vers 1297-1299 : Saint François d'Assise recevant les stigmates de Giotto[6].

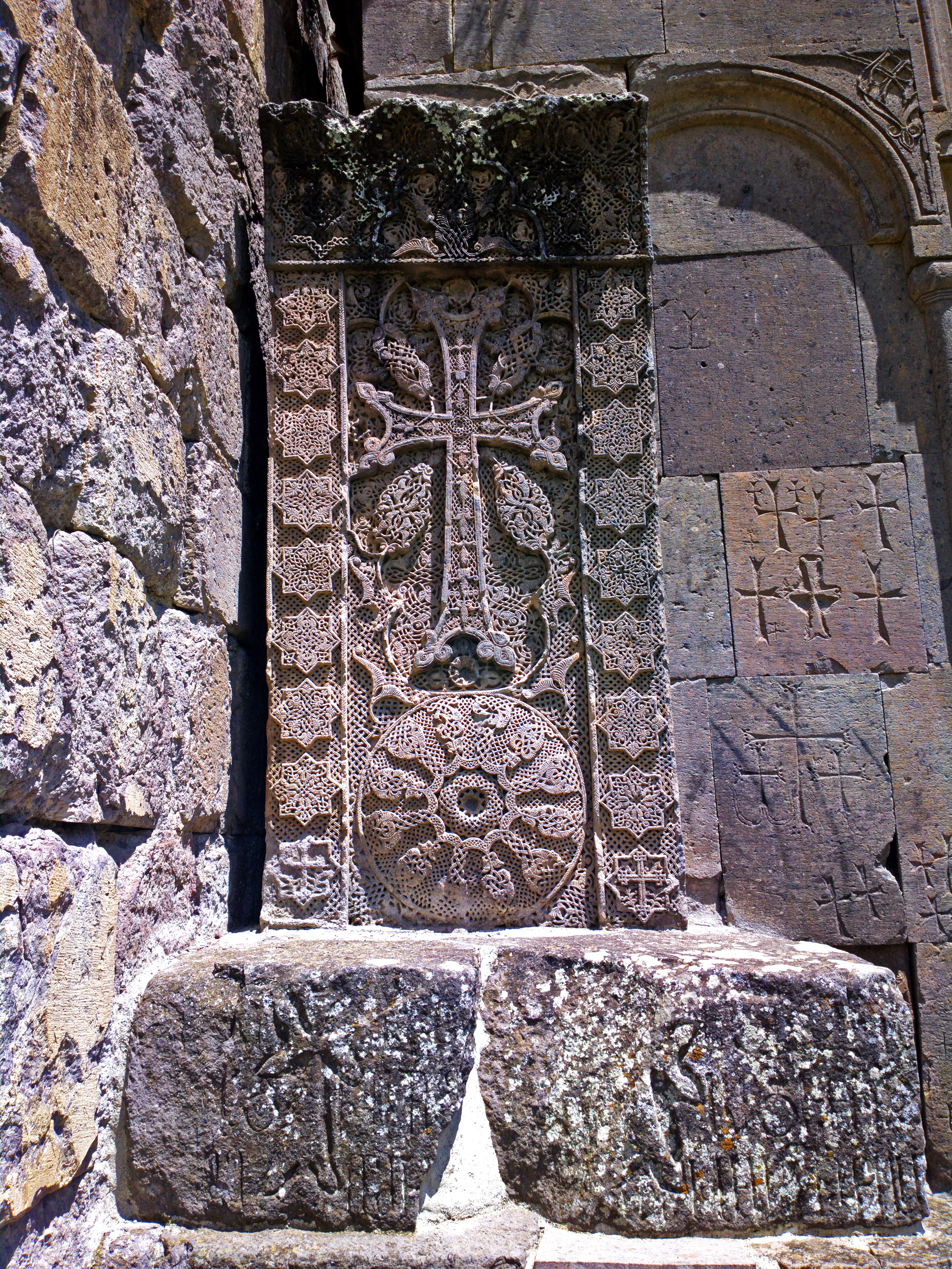
khatchkar de Poghos en Arménie.
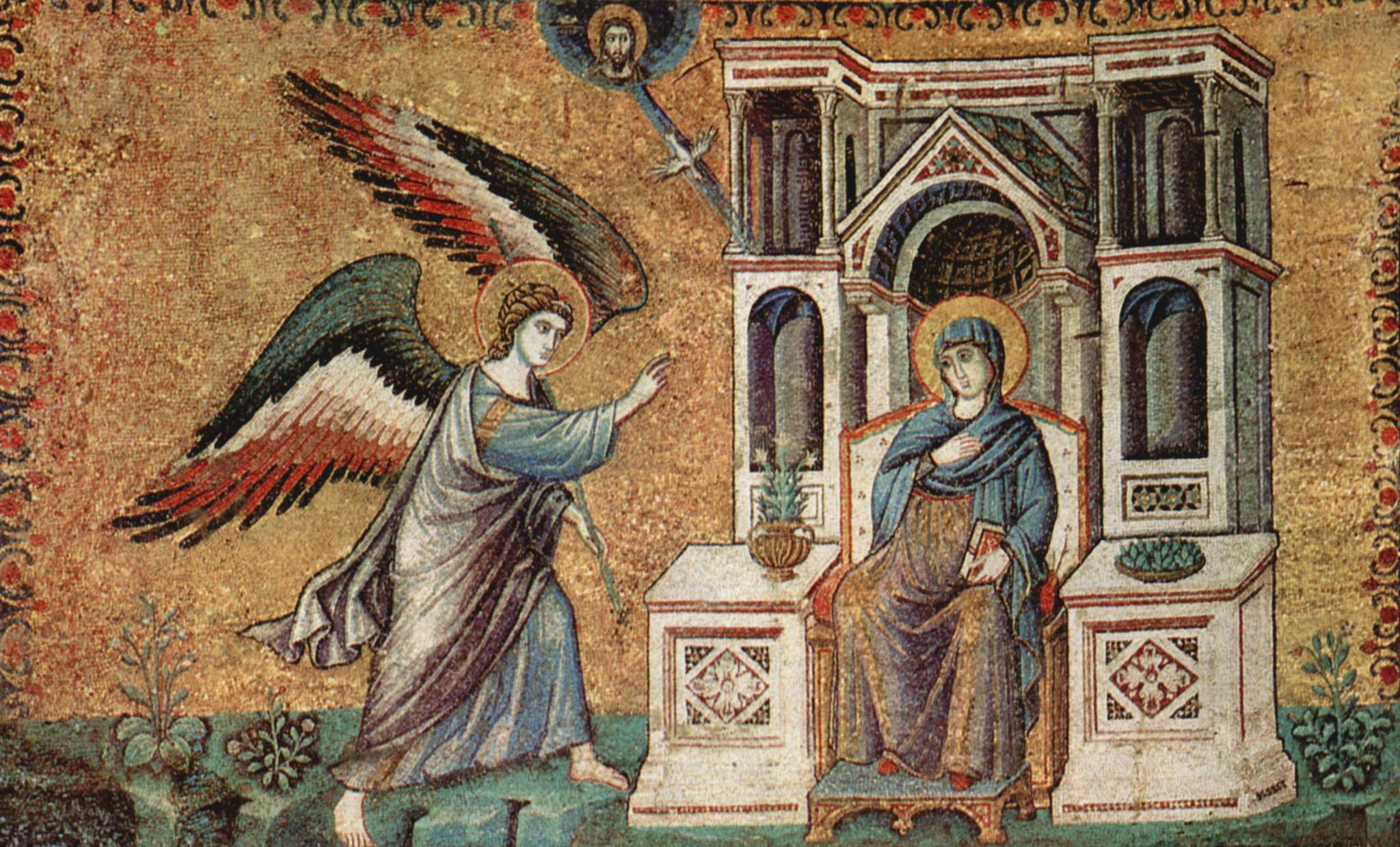
Annonciation, mosaïque de Pietro Cavallini à  Sainte-Marie-du-Transtevere de Rome (vers 1291)
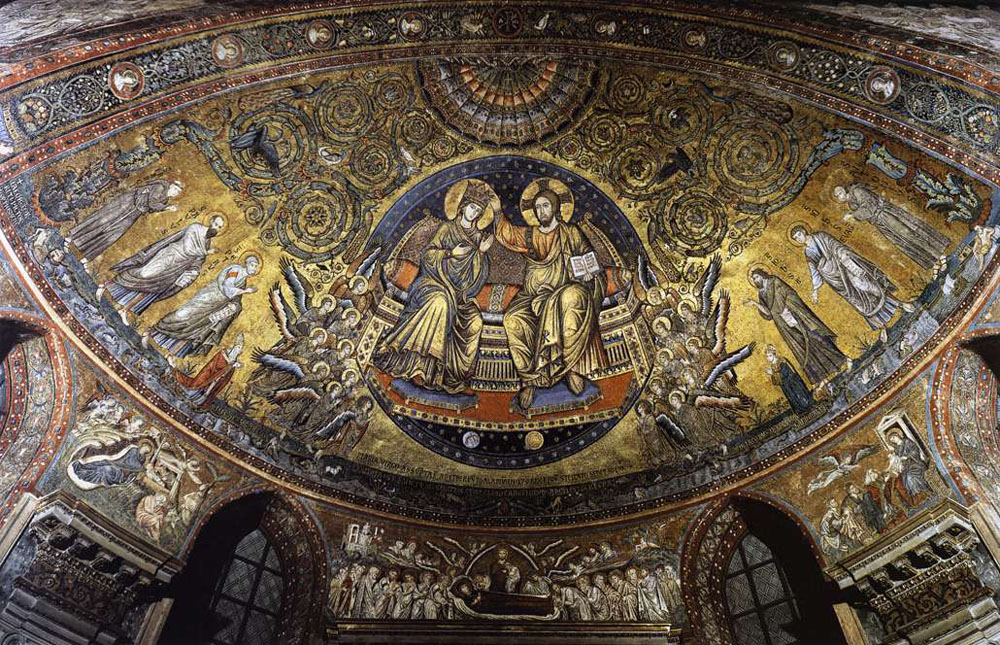
Couronnement de la Vierge de Jacopo Torriti.

## Naissances
- Vers 1290 :
  - Bernardo Daddi, peintre italien.
  - Ambrogio Lorenzetti, peintre italien.
  - Andrea Pisano, orfèvre, architecte et sculpteur italien.
- 1290 : Ke Jiusi, peintre chinois.
- 1291 : Lippo Memmi, peintre italien.
- 1294 : Zhu Derun, peintre chinois.
- 1296 : Yang Weizhen, peintre, calligraphe et poète chinois.
- 1297 : Jacopo di Casentino, peintre italien.

## Décès
- 1298 : Yaqut al-Musta'simi, calligraphe et écrivain arabe.